# Dawit Haile
Dawit Araya Haile (Tigrinya ዳዊት ሃይለ, * 10. Juni 1987) ist ein ehemaliger eritreischer Radrennfahrer.
Haile war von 2007 bis 2017 im internationalen Radsport aktiv. In dieser Zeit gewann er vier Rennen der UCI Africa Tour: je eine Etappe der Tour Eritrea (2009), der Tour of Libya (2010), der Tour of Rwanda (2014) und der Tour du Faso (2016). Außerdem wurde er Fünfter im Straßenrennen der Afrikanischen Meisterschaften 2010.

## Erfolge
2009
- eine Etappe Tour Eritrea

2010
- eine Etappe Tour of Libya

2014
- eine Etappe Tour of Rwanda

2016
- eine Etappe Tour du Faso